# コニング・ヴィレムII・スタディオン
コニング・ヴィレムII・スタディオン（Koning Willem II Stadion）は、オランダ・ティルブルフにあるサッカー専用スタジアム。
このスタジアム建設地には以前、"ヘメーンテライク・スポルトパルク・ティルブルフ"（Gemeentelijk Sportpark Tilburg）というスタジアムがあったが、1992年に解体され、現在のスタジアムが建設された。